# سیناترا می‌رقصد
سیناترا می‌رقصد (انگلیسی: Sinatra Swings) آلبومی با صدای فرانک سیناترا است که در سال ۱۹۶۱ منتشر شد.